# Acronicta obsuta
Acronicta obsuta är en fjärilsart som beskrevs av Max Wilhelm Karl Draudt 1933. Acronicta obsuta ingår i släktet Acronicta och familjen nattflyn. Inga underarter finns listade i Catalogue of Life.